# Frederik Müller
Frederik Carl Christian Oscar Müller (7. marts 1845 – 8. oktober 1895) var en dansk skuespiller og teaterdirektør, gift med Maria Petersen og far til Betty Nansen.
Han var søn af Jens Peter Müller (1797-1863) og Eline Erasmine Nielsen (1803-1869). Frederik Müller var omrejsende skuespiller og ledede i en periode sit eget selskab, der blev anset for at være et af provinsens bedste. Han var teaterdirektør for Odense Teater og blev i 1884 regissør ved Dagmarteatret, hvorfor familien flyttede til København.
Han var gift med skuespillerinden Maria Petrine Petersen (10. juli 1855 - 2. januar 1929), som i sit andet ægteskab giftede sig med skuespilleren Johannes Ring. 